# Vereda Tropical
Vereda Tropical é uma telenovela brasileira produzida e exibida pela TV Globo de 23 de julho de 1984 a 2 de fevereiro de 1985, em 164 capítulos. Substituiu Transas e Caretas e foi substituída por Um Sonho a Mais, sendo a 33ª "novela das sete" exibida pela emissora.
Escrita por Carlos Lombardi, com argumento e supervisão de texto de Silvio de Abreu, teve direção geral de Jorge Fernando e Guel Arraes.
Contou com as atuações de Lucélia Santos, Mário Gomes, Maria Zilda, Walmor Chagas, Geórgia Gomide, Gianfrancesco Guarnieri, Marieta Severo e Paulo Betti.

## Sinopse
Ambientada em São Paulo, os conflitos da história giram em torno da família de Silvana (Lucélia Santos), mãe de Zeca (Jonas Torres), e do avô paterno do menino, Oliva (Walmor Chagas). Silvana é uma moça simples, criada pela avó Da Paz (Norma Geraldy) desde menina, quando perdeu os pais.
Operária da fábrica de perfumes CPP, destaca-se como líder no trabalho. Lá ela conhece Victor (Lauro Corona), filho de Oliva, proprietário da fábrica. Os dois iniciam um romance. Mas Victor abandona Silvana grávida e sofre um acidente de carro fatal nos primeiros capítulos da novela. Quando Zeca nasce, Oliva decide brigar com Silvana pela guarda do menino.
Oliva é um homem poderoso, viúvo e pai de quatro filhos: Victor, Catarina (Marieta Severo), Verônica (Maria Zilda) e Gabi (Cristina Pereira). Após a morte de Victor, ele decide fazer de Zeca seu sucessor, e tenta de todo jeito conquistar o amor e a guarda do menino. Sua determinação acirra a briga das irmãs pelo controle da fábrica de perfumes. Catarina, a mais velha das três filhas de Oliva, foi abandonada pelo marido e voltou para a casa do pai com o filho, Teo (Marcos Frota). Durona, orgulhosa e fria, é a atual diretora da CPP, mas não suporta a linha de produtos populares da empresa – o ponto forte do negócio.
Ela se sente ameaçada com a chegada de Zeca e decide alertar as irmãs. Verônica, por sua vez, é uma mulher sensual, que adora provocar os homens. Solteira e bem-humorada, não se preocupa com o rumo dos negócios, e só pensa em curtir a vida boa que leva graças ao dinheiro do pai. Já Gabi, a mais nova das três, é a que mais se parece com o pai, embora seja adotada. Irreverente e geniosa, diz o que lhe vem à cabeça, o que a deixa em conflito em casa, na faculdade e com os amigos.

## Elenco
| Ator/Atriz              | Personagem                       |
| ----------------------- | -------------------------------- |
| Lucélia Santos          | Silvana Rocha                    |
| Mário Gomes             | Luís Carlos Travatti (Luca)      |
| Walmor Chagas           | Vicente de Oliva Salgado (Oliva) |
| Maria Zilda Bethlem     | Verônica de Oliva Salgado        |
| Geórgia Gomide          | Sabina Travatti (Bina)           |
| Marieta Severo          | Catarina de Oliva Salgado        |
| Gianfrancesco Guarnieri | Jamil Beirut / Genaro            |
| Paulo Betti             | Marco Aurélio Travatti           |
| Rosamaria Murtinho      | Bárbara Vilela                   |
| Nuno Leal Maia          | Mário Bertazzo (Bertazzo)        |
| Kito Junqueira          | Alfredo Bertazzo                 |
| Angelina Muniz          | Angela                           |
| Cristina Mullins        | Maria Leopoldina Vilela (Léo)    |
| Marcos Frota            | Teófilo de Oliva Salgado (Téo)   |
| Paulo Guarnieri         | Francesco Travatti (Cesco)       |
| Cristina Pereira        | Gabriela de Oliva Salgado (Gaby) |
| John Herbert            | Celso Vilela (Vilela)            |
| Luís Fernando Guimarães | Argemiro Mistieri (Miro)         |
| Luiz Carlos Arutin      | Giuseppe Ernesto Bertazzo (Bepe) |
| Vic Militello           | Theda Bara                       |
| Eduardo Tornaghi        | Bráulio Vilela                   |
| Norma Geraldy           | Maria da Paz                     |
| Matilde Mastrangi       | Marilinda                        |
| Marina Miranda          | Dirce                            |
| Catarina Abdalla        | Guilhermina                      |
| Nildo Parente           | Rodrigues                        |
| Ênio Santos             | Péricles                         |
| Jonas Torres            | José Carlos Rocha (Zeca Pedra)   |

Participações especiais
| Ator/Atriz              | Personagem                                     |
| ----------------------- | ---------------------------------------------- |
| Alexandre Frota         | jogador da equipe adversária à de Luca         |
| Ângela Figueiredo       | namorada de Luca em Araruama                   |
| Ângela Leal             | Isaurinha                                      |
| Antônio Pedro           | Honório Guimarães                              |
| Arthur Costa Filho      | juiz no julgamento da guarda de Zeca           |
| Berta Loran             | carcereira                                     |
| Carlos Augusto Strazzer | Ivan                                           |
| Carlos Gregório         | delegado                                       |
| Carlos Wilson           | Bedel                                          |
| Catalina Bonaky         | Creusa                                         |
| Chiquinho Scarpa        | ele mesmo                                      |
| Chris Couto             | Lílian Guimarães                               |
| Cláudio Gaya            | empregado do restaurante japonês               |
| Dary Reis               | juiz de futebol                                |
| Dennis Carvalho         | gerente do bar                                 |
| Eri Johnson             | guarda da piscina do Cantareira                |
| Fábio Junqueira         | Junhinho                                       |
| Fernando Carvalho       | cavalariço                                     |
| Fernando José           | Cassiano Gouvêia                               |
| Gilberto Martinho       | Barbosa                                        |
| Guaracy Valente         | Assis                                          |
| Ísis de Oliveira        | Fernanda                                       |
| Ivan Mesquita           | delegado                                       |
| Jacyra Silva            | diretora do colégio                            |
| Jomba                   | químico                                        |
| Jorge Fernando          | Pedro                                          |
| José Augusto Branco     | Dr. Stein                                      |
| Lauro Corona            | Victor de Oliva Salgado                        |
| Leina Krespi            | Violeta                                        |
| Lina Fróes              | Zélia                                          |
| Livingstone Trobilio    | Eduardo (Dudu)                                 |
| Lys Beltrão             | Mirtô                                          |
| Marco Miranda           | delegado de polícia                            |
| Maria Alves             | Dircinha                                       |
| Márcia Porto            | modelo no comercial do perfume Vereda Tropical |
| Mário Cardoso           | Cássio                                         |
| Mário Lago              | diretor do colégio interno                     |
| Maurício Mattar         | paquera de Catarina                            |
| Maurício Távora         | diretor da UNICAMP                             |
| Nóris Lisboa            | Eduarda                                        |
| Oswaldo Loureiro        | Viveiros                                       |
| Paulo Figueiredo        | dono da boate                                  |
| Paulo Leão              | chefe de mudança                               |
| Regina Casé             | Clotilde Barbosa                               |
| Roberto Pirillo         | técnico do Rubro                               |
| Sandro Solviatti        | sequestrador de Luca                           |
| Sidney Marques          | novo jogador do Rubro                          |
| Stepan Nercessian       | jogador do Araruama                            |
| Suzane Carvalho         | Tânia Tumba                                    |
| Rômulo Arantes          | professor de natação de Téo                    |
| Vicente Barcellos       | rapaz no comercial do perfume Vereda Tropical  |
| Tony Vermont            | locutor de rádio                               |

## Produção
Vereda Tropical foi a primeira novela solo de Carlos Lombardi na TV Globo. Lombardi contou com argumento e supervisão de texto de Silvio de Abreu, com quem já havia trabalhado no roteiro de Jogo da Vida (1981–82) e Guerra dos Sexos (1983). O autor declarou que o auxílio de Silvio foi fundamental para o desempenho da trama.
| “                                                                 | O trabalho de supervisão do Silvio era diário. Primeiro, ele botou ordem na minha sinopse. Disse o que era bom e o que era ruim, além de indicar possibilidades para os personagens. Foi um trabalho didático | ” |
| — Carlos Lombardi ao livro Autores, Histórias da Teledramaturgia. | |   |

Três dias antes da estreia, o folhetim foi proibido de ir ao ar pelo serviço de censura do governo brasileiro — na época sob ditadura militar. Com alegação de que não era apropriada para ir ao ar no horário das sete, a obra teve 32 cortes indicados no primeiro capítulo. Carlos Lombardi e Silvio de Abreu, junto a dois representantes da emissora, foram a Brasília para negociar liberação.
A novela marcou a estreia dos atores Luiz Fernando Guimarães, Regina Casé e Catarina Abdalla.
Um dos fatos mais inusitados da produção, foi quando a Globo aproveitou um jogo entre Corinthians e Vasco, pelo Campeonato Brasileiro, para gravar uma cena com o personagem Luca, jogador de futebol que na trama havia sido contratado pelo clube paulista. Na cena, Luca chegou de helicóptero ao gramado do Morumbi e, no momento em que o Corinthians fez um gol, invadiu o gramado e comemorou junto com os jogadores. Prontamente, o juiz da partida José de Assis Aragão o expulsou de campo. O fato causou muitos comentários criticando o árbitro, por ter contribuído com a gravação, desviando-se da sua atuação no jogo e quase foi punido por isso.
Dos 164 capítulos da versão original, apenas a versão internacional em 115 capítulos encontra-se preservada nos acervos da TV Globo.

## Exibição
Vereda Tropical foi reprisada pela Globo na sessão Vale a Pena Ver de Novo de 27 de abril a 23 de outubro de 1987 em 130 capítulos, sucedendo Livre para Voar e antecedendo Amor com Amor Se Paga.

### Exibição internacional
Entre os países aos quais a obra foi licenciada, estão Angola, Bolívia, Chile, Guatemala, Nicarágua, Paraguai, Peru, Portugal, República Dominicana, Uruguai e Venezuela.

### Outras mídias
Em 13 de setembro de 2021, a versão internacional foi disponibilizada pelo Globoplay, em 115 capítulos. Segundo o departamento de Comunicação da TV Globo, a versão original da trama, sem conservação integral, "não está em condições de publicação".

## Trilha sonora

### Nacional
1. "Nem o Pobre, Nem o Rei" – Gonzaguinha (tema de Silvana e Marco)
2. "Fullgás" – Marina Lima (tema de Léo)
3. "Um Dueto" – Francis Hime e Gal Costa (tema de Silvana e Luca)
4. "Fazer Neném" – Guilherme Arantes
5. "Deixa Eu Te Amar" – Agepê (tema de Bertazo)
6. "Lua My Love" – Eduardo Dusek (tema de Catarina)
7. "Vereda Tropical" – Ney Matogrosso (tema de abertura)
8. "Certas Coisas" – Lulu Santos (tema de Marco)
9. "Silvana" – Zizi Possi (tema de Silvana)
10. "Dia a Dia" – Moraes Moreira (tema de Silvana)
11. "Marilyn Forever" – Naila Skorpio (tema de Verônica)
12. "O Dono da Bola" – Mário Gomes (tema de Luca)
13. "São Paulo, São Paulo" – Premeditando o Breque (tema de locação)
14. "Na Cadência do Samba (Que Bonito É)" – Poucas & Boas (tema do Cantareira)

### Internacional
1. "Stuck On You" – Lionel Richie (tema de Silvana e Luca)
2. "When Doves Cry" – Prince & The Revolution (tema geral)
3. "My Girl" – Lillo Thomas (tema de Angelina)
4. "In My Time" – Teddy Pendergrass (tema de Bina)
5. "I'm Living My Own Life" – Earlene Bentley (tema de Luca)
6. "Sleep With Me Tonight" – Neil Diamond (tema de Verônica)
7. "Io Che Amo Solo Te" – Sergio Endrigo (tema de Silvana e Luca)
8. "Love Songs Are Back Again" – Band of Gold (tema romântico geral)
9. "Here, There And Everywhere" – Billy Preston (tema de Léo)
10. "You're The One" – Beau Williams (tema de Marco e Léo)
11. "Love Is Like a Light" – Frank Stallone (tema geral)
12. "You Are My Sunshine" – Mtume (tema de Verônica)
13. "All Of You" – Júlio Iglésias & Diana Ross (tema de Bárbara e Marco)
14. "Balliamo" – Mimmo Di Francia (tema de Bina)

## Prêmios
| Ano  | Prêmio                   | Categoria                  | Nomeação        | Resultado | Ref.  |
| ---- | ------------------------ | -------------------------- | --------------- | --------- | ----- |
| 1984 | Prêmio APCA de Televisão | Melhor Novela              | Vereda Tropical | Venceu    | [ 2 ] |
| 1984 | Prêmio APCA de Televisão | Melhor Roteirista          | Carlos Lombardi | Venceu    | [ 2 ] |
| 1984 | Prêmio APCA de Televisão | Melhor Roteirista          | Silvio de Abreu | Venceu    | [ 2 ] |
| 1984 | Prêmio APCA de Televisão | Melhor Diretor             | Jorge Fernando  | Venceu    | [ 2 ] |
| 1984 | Prêmio APCA de Televisão | Melhor Diretor             | Guel Arraes     | Venceu    | [ 2 ] |
| 1984 | Prêmio APCA de Televisão | Melhor Ator                | Nuno Leal Maia  | Venceu    | [ 2 ] |
| 1984 | Prêmio APCA de Televisão | Melhor Atriz               | Geórgia Gomide  | Venceu    | [ 2 ] |
| 1984 | Prêmio APCA de Televisão | Melhor Atriz               | Marieta Severo  | Venceu    | [ 2 ] |
| 1984 | Prêmio APCA de Televisão | Melhor Revelação Masculina | Marcos Frota    | Venceu    | [ 2 ] |
| 1985 | Troféu Imprensa          | Melhor Novela              | Vereda Tropical | Venceu    | [ 2 ] |
| 1985 | Troféu Imprensa          | Melhor Atriz               | Geórgia Gomide  | Venceu    |       |